# Élizabeth Bourgine
Élizabeth Clémentine Madeleine Bourgine (Levallois-Perret, 20 de març de 1957) és una actriu francesa de cinema, televisió i teatre, amb més de 60 participacions en pel·lícules i produccions de televisió especialment al seu país natal.

## Carrera
Originalment ballarina i model, Bourgine va estudiar al École des Beaux-Arts. Va aparèixer per primera vegada en pel·lícules juvenils entre 1976 i 1977 fins que va aconseguir un paper a la pel·lícula Nestor Burma amb el seu futur marit, Jean-Luc Miesch. Va ser guardonada amb el Premi Romy Schneider el 1985.
Des del 2011 ha aparegut en les onze temporades de la coproducció franco-britànica Death in Paradise, una sèrie filmada a l'illa de Guadalupe per a BBC One. L'actriu és reconeguda a França pels seus papers a Un cor a l'hivern (1992), El meu millor amic (2006) i Classes particulars  (1986).